# 1114 Лоррен
1114 Лоррен (1114 Lorraine) — астероїд головного поясу, відкритий 17 листопада 1928 року.
Тіссеранів параметр щодо Юпітера — 3,193.